# Ansegisus (heilige)

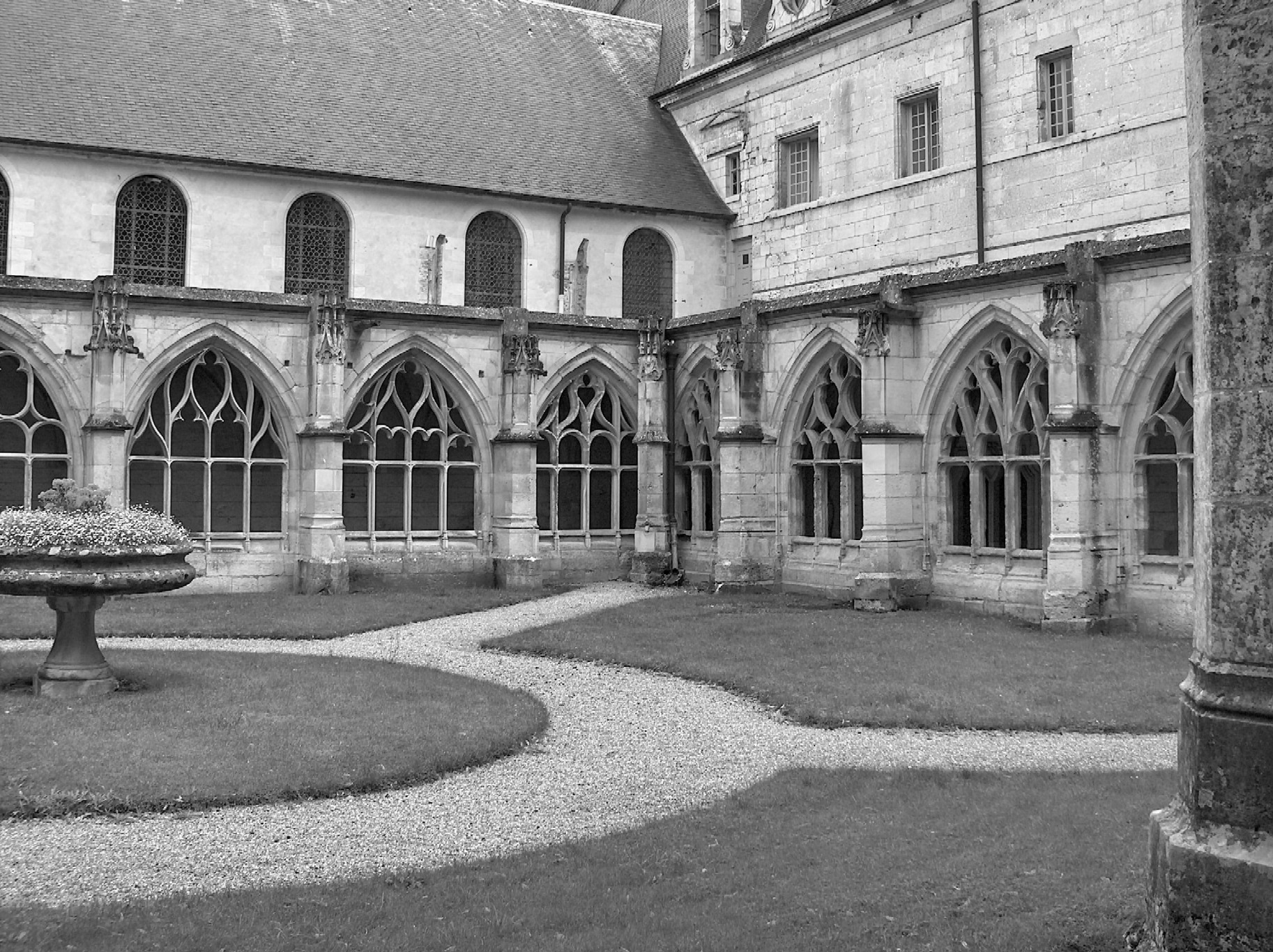
Abdij van Saint-Wandrille (Fontenelle), waar Ansegisus van 823 tot ca. 833 abt was

De heilige Ansegisus (ca. 770 – 20 juli 833 of 834) was een rooms-katholieke abt die een aantal wetboeken voor het Frankische rijk schreef. Deze golden lange tijd als de officiële wet van Frankrijk, Duitsland en Italië.
Ansegisus (de Latijnse vorm van de namen Anségise, Ansegis en Ansegisel) was van nobele afkomst en ging op 18-jarige leeftijd het klooster in. Koning Karel de Grote gaf hem de taak om hervormingen en verbouwingen door te voeren in drie verschillende kloosters (St. Sixtus nabij Reims, St. Memius in het bisdom Châlons-en-Champagne en de Abdij van Flay), wat hij met succes volbracht.
In 817 benoemde koning Lodewijk de Vrome hem tot hoofd van de Abdij van Luxeuil, waar hij ook met succes hervormingen doorvoerde. Zes jaar later, in 823, werd hij benoemd tot abt van de Abdij van Saint-Wandrille nabij Caudebec-en-Caux in Normandië, die voorheen de Abdij van Fontenelle werd genoemd. Hij bleef hoofd van deze abdij tot zijn dood tien jaar later. Onder zijn leiding werd het klooster, dat in 756 door brand was verwoest, herbouwd en groeide het uit tot een van de belangrijkste centra van kennis in die tijd.
In 827 volbracht Ansegisus zijn grootste werk, de Capitularia regum Francorum, een verzameling wetten die door Karel de Grote en Lodewijk de Vrome waren uitgevaardigd.  Deze zogenaamde  capitularia verzamelde hij in vier boeken. De eerste twee boeken bevatten religieuze wetten en de laatste twee wetten betreffende wereldlijke zaken. De boeken werden goedgekeurd door de kerk in Frankrijk, Duitsland en Italië en golden daar lange tijd als officiële wetgeving.
Ansegisus werd door Lodewijk de Vrome regelmatig als diplomaat afgevaardigd naar andere landen.
Hij stierf in 833 of 834 en ligt begraven in de Abdij van Fontenelle. Zijn feestdag als heilige wordt gevierd op zijn sterfdag,  20 juli.

## Werken
- Die Kapitulariensammlung des Ansegis (Collectio capitularium Ansegisi), Gerhard Schwarz (ed.) (Hannover 1996; Monumenta Germaniae Historica, Capitularia regum Francorum, Nova Series, 1)